# Tiro nos Jogos Olímpicos de Verão de 1896 - Pistola militar 25 m
A Pistola militar 25m masculina foi um dos cinco eventos do tiro esportivo nos Jogos Olímpicos de Verão de 1896. A prova foi disputada em 10 de abril. Os atiradores tiveram cinco conjuntos de seis tiros cada, um total de 30 tiros. Dezesseis atiradores, representando quatro nações, disputaram a prova.

## Medalhistas
| Ouro   | USA John Paine       |
| Prata  | USA Sumner Paine     |
| Bronze | GRE Nikolaos Morakis |

## Resultados
| Pos. | Atirador                  | Escore       | Alvos atingidos |
| ---- | ------------------------- | ------------ | --------------- |
|      | USA John Paine            | 442          | 25              |
|      | USA Sumner Paine          | 380          | 23              |
|      | GRE Nikolaos Morakis      | 205          | Desconhecido    |
| 4    | GRE Ioannis Frangoudis    | Desconhecido | Desconhecido    |
| 5    | DEN Holger Nielsen        | Desconhecido | Desconhecido    |
| 6-13 | GRE Zenon Mikhailidis     | Desconhecido | Desconhecido    |
| 6-13 | GRE Georgios Orphanidis   | Desconhecido | Desconhecido    |
| 6-13 | GRE Pantazidis            | Desconhecido | Desconhecido    |
| 6-13 | GRE Patsouris             | Desconhecido | Desconhecido    |
| 6-13 | GRE Pavlos Pavlidis       | Desconhecido | Desconhecido    |
| 6-13 | GRE Aristovoulos Petmezas | Desconhecido | Desconhecido    |
| 6-13 | GRE Platis                | Desconhecido | Desconhecido    |
| 6-13 | GRE Vavis                 | Desconhecido | Desconhecido    |
| –    | GRE Pantelis Karasevdas   | DNF          | DNF             |
| –    | GBR Sidney Merlin         | DNF          | DNF             |
| –    | GRE Sanidis               | DNF          | DNF             |

- DNF: Não completou a prova.